# علجية نور الدين بن علاق
علجية نور الدين بن علاق (1919-2015)، طبيبة جزائرية. كانت أول طبيبة جزائرية في الجزائر سنة 1946.

## السيرة
ولدت علجية نور الدين في سنة 1919م بالمدية، حيث كان والدها أعمر نور الدين معلما هناك. أكملت علجية مسارها المدرسي بالنجاح، وتحصلت في شهر جانفي من سنة 1946م على شهادة الدكتوراه في الطب، بأطروحة عنوانها «الأعراض الصيفية الخطيرة لدى رضع مدينة الجزائر»، فكانت أول فتاة جزائرية تتحصل على هذه الشهادة. فتحت عيادتها في شارع طنجة رقم 18 (بلدية الجزائر الوسطى)، الطابق الثالث، وذلك يوم 28 سبتمبر 1946.
أسست مع نسوة أخريات (خاصة نفيسة حمود، وفاطمة زكال) الخلية الأولى للمرأة الجزائرية برعاية حزب الشعب الجزائري.
وفي عام 1956، هاجرت إلى فرنسا خوفًا من إزعاجها لكونها مثقفة جزائرية. أدت امتحان التجميع في باريس عام 1962 حيث قُبلت مع 4 أطباء جزائريين آخرين. عادت إلى الجزائر العاصمة إلى مستشفى مصطفى باشا حيث تولت رئاسة قسم الأطفال في المستشفى. في يناير 1964، تولت مسؤولية قسم طب الأطفال في مستشفى نفيسة حمود ، حيث بقيت حتى تقاعدها في فبراير 1989 مع انقطاع لمدة سنة إجازة بين عامي 1977 و 1978 درست خلالها علم الوراثة في فرنسا.
وفي 20 أبريل 1982، انتخبت عضوا مناظرا في الأكاديمية الوطنية الفرنسية للطب، وبذلك أصبحت أول امرأة من المغرب العربي وإفريقيا كلها تنال هذا الشرف.

## الوفاة
تُوفيت علجية في 31 ديسمبر 2015 بسوريا، عن عمر يناهز 96 سنة.

## مؤلفات
- «واجب الأمل» (بالفرنسية: Le devoir d’espérance) ، 2007م، دار القصبة.[3]